# Сан Силвестро (Бјела)
Сан Силвестро је насеље у Италији у округу Бијела, региону Пијемонт.
Према процени из 2011. у насељу је живело 81 становника. Насеље се налази на надморској висини од 198 м.